# Гарчинский, Стефан (воевода)
 Стефан Гарчинский (пол. Stefan Garczyński; 1690, Збоншинь — 23 сентября 1755, Збоншинь) — польский дворянин, политик и автор политических журналов.

## Биография
Представитель польского шляхетского рода Гарчинских, имевшего собственный герб. Сын Дамиана Казимира Гарчинского (ок. 1644—1711), хорунжего познанского, и Анны, урождённой Радомицкой (ок. 1640 — ок. 1721).
Получил образование в школах Силезии (вероятно, во Вроцлаве), что оказало влияние на его социально-экономические взгляды. Как сторонник Веттинов, он с ранних лет принимал участие в политических играх со сторонниками Станислава Лещинского. Он сражался в битве при Калише в 1706 году, а вскоре в качестве капитана принял участие в битве при Конецполе 21 марта 1708 года.
В 1709 году, после смерти отца, он занялся управлением родовыми имениями и стал работать в гражданской администрации. В 1713 и 1714 годах в качестве маршалка на земских сеймиках он быстро завоевал доверие великопольского дворянства. Сохраняя симпатию ко двору саксонских Веттинов, он старался оставаться в стороне от политической борьбы, что помогло ему в дальнейшей карьере. С декабря 1717 года хорунжий всховский, занимавшийся различными дипломатическими миссиями, в том числе участвовал в комиссии по соглашениям с Пруссией в связи с выкупом драгимского староства и эльблонгского округа. Он также был членом комиссии для переговоров по пограничным вопросам с Австрией, курляндской комиссией и комиссии, назначенной для принятия казны и коронного архива из депозита у Шембеков. Специалист по правовым вопросам, потому что он был назначен вместе с Ежи Дуниным и Яном Малаховским для разработки проекта реформы трибуналов, проведенной на Гродненском сейме в 1726 году.
Он стал каштеляном гнезненским в 1729 году. Он старался сохранять нейтралитет в 1733—1734 годах и, несмотря на симпатии к саксонскому курфюрсту Августу III, подписал акт об избрании Станислава Лещинского, но не пошёл на созыв сейма. Он снова заявил о себе на стороне Веттинов (получил их поддержку) после падения Станислава Лещинского. Он стал каштеляном калишским в 1737 году. 10 июля 1737 года он подписал конкордат со Святым Престолом во Всхове. Затем он был членом Гданьской комиссии, которая передала Бирону курляндский лен. Он стал каштеляном познанским в 1748 году, воеводой калишским в 1749 году, а в 1750 году получил должность воеводы познанского. Его резиденцией был Збоншинь, который в 1751 году он выкупил поместья вместе с ключом. Он провел реформы в городе и 15 фольварках, проекты которых родились во время его путешествий по Силезии и Бранденбургу. Также здесь была написана его основная работа: «Анатомия Республики Польша», в которую он включил критику польской экономики и предложения по умеренным экономическим реформам. Эта книга была издана трижды (1750, 1751, 1953). Он также был автором парламентских речей и прокламаций, а также не сохранившихся хвалебных отзывов о своих владениях.
Он внезапно скончался в Збоншине 24 сентября 1755 года, и подозревали, что его отравил слуга Сорша — протестант. Похоронен в соборной церкви в Збоншине.
Был женат на Софии Чапской Тухолке (ок. 1694 — ок. 1745), дочери подкомория мальборкского Яна Франтишека Игнацы Тухолка и Марианны Тухолки. У супругов было трое сыновей и три дочери:
- Франтишек Гарчинский (1715—1758), стольник калишский и подкоморий всховский
- Рудольф Стефан Гарчинский (? — 1773), генерал-майор, адъютант Станислава Августа, отец Антония (1768—1813)
- Эдвард Гарчинский, каштелян розперский
- Людвика Гарчинская, муж — Павел Ян Домбский (? — 1782)
- Элеонора Гарчинская (ок. 1722—1808), муж — Франтишек Казимир Лянцкоронский (1714—1785)
- Тереза Гарчинская (ок. 1730—1781), муж — Ян Антоний Чосновский.

## Творчество

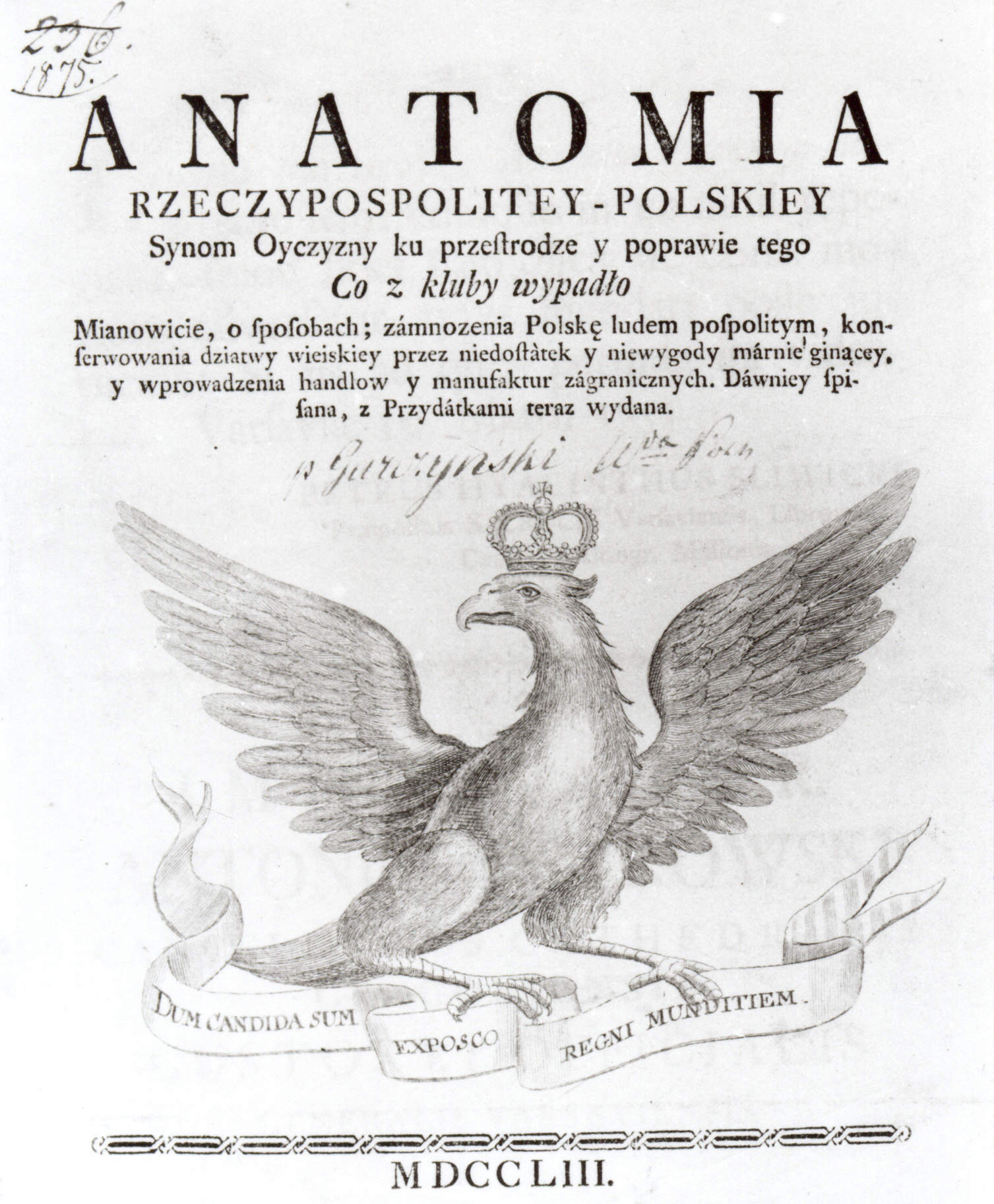
Anatomia Rzeczypospolitey Polskiej…

Его самый важный политический труд — Anatomia Rzeczypospolitey Polskiej… (1749)
Предметом его беспокойства была ситуация в Польше того времени. Он неоднократно указывал на необходимость проведения реформ в несостоятельной стране. Он обратил внимание на отсутствие промышленности и мануфактур, плохую налоговую систему и отношения собственности, ужасные дороги и слабость городов. Его беспокоили роспуск парламентов и расточительность дворянства. Он потребовал увеличения численности войск. Он также постулировал протекционистскую государственную политику в отношении промышленности и торговли и улучшение положения крестьян.
Он также указывал, что пошлины и налоги, взимаемые с крестьян, слишком высоки. Выступал за отмену крепостного права в пользу ренты. В поместье Гарчинских крестьяне жили намного лучше, чем в соседних деревнях. В своих хозяйствах познанский воевода внес ряд изменений в соответствии со своими экономическими взглядами. По его словам, землевладелец должен быть своего рода предпринимателем, преумножающим свой капитал за счет инвестиций. Это также создает рабочие места, что, в свою очередь, приносит пользу низшему классу.